# 5-肼基四唑
5-肼基四唑是一种有机化合物，化学式为CH4N6。

## 制备
5,5'-偶氮四唑钠和15wt%的盐酸在水溶液中加热反应，得到5-肼基四唑盐酸盐的无色溶液。将此溶液蒸干后加入少量水加热，并加入热的50%乙酸钠溶液，冷却后析出5-肼基四唑。

## 性质
5-肼基四唑可以和金属粒子形成配合物，如[Zn(HT)6](ClO4)2、[Ni(HT)6](ClO4)2、[Hg(HT)](ClO4)2等。